# Mirabilis
Mirabilis var navnet på den israelske virksomhed, der udviklede ICQ, et populært program til instant messaging (chat).  Virksomheden blev grundlagt i 1996 af de fire israelere Arik Vardi, Yair Goldfinger, Sefi Vigiser og Amnon Amir, og blev mindre end to år senere opkøbt af AOL.
| Firma | Spire Denne artikel om et firma eller en virksomhed er en spire som bør udbygges. Du er velkommen til at hjælpe Wikipedia ved at udvide den. |